# Mallbackens Idrottsförening
O Mallbackens IF é um clube sueco, conhecido pela sua equipa de futebol feminino, em Lysvik, na Suécia.